# マット・ウィルキンソン (野球)
マシュー・ジェームズ・ウィルキンソン（Matthew James Wilkinson, 2002年12月10日 - ）は、 カナダのブリティッシュコロンビア州バンクーバー出身のプロ野球選手（投手）。左投右打。MLBのクリーブランド・ガーディアンズ傘下所属。
愛称はタグボート（Tugboat）。

## 経歴
2023年のMLBドラフト10巡目（全体308位）でクリーブランド・ガーディアンズから指名され、プロ入り。契約後の8月15日に傘下のルーキー級アリゾナ・コンプレックスリーグ・ガーディアンズでプロデビュー。この年の登板は上記の1試合のみだった。
2024年はA級リンチバーグ・ヒルキャッツとA+級レイクカウンティ・キャプテンズでプレーし、2チーム合計で24試合に先発登板して8勝6敗、防御率1.90、174奪三振を記録した。

## 投球スタイル
270ポンドという巨漢ぶりとは裏腹に速球は90mph台前半にようやく到達するほどと迫力に欠けるが、2024年は118.2イニングを投げて37四球で与四球率8.0という制球力を誇る。変化球ではチェンジアップのとスライダーを投げる。